# Zaivanove, Ratne
Zaivanove (în ucraineană Заіванове) este un sat în comuna Vîdranîțea din raionul Ratne, regiunea Volînia, Ucraina.

## Demografie
Componența lingvistică a localității Zaivanove
     Ucraineană (100%)
Conform recensământului din 2001, toată populația localității Zaivanove era vorbitoare de ucraineană (100%).